# Cimolomyidae
Cimolomyidae is een familie van uitgestorven zoogdieren uit de Multituberculata. De dieren uit deze familie leefden tijdens het Laat-Krijt en mogelijk Paleoceen in Noord-Amerika en Azië. 
De Cimolomyidae kwam met name voor in Noord-Amerika met de geslachten Cimolomys, Essonodon, Meniscoessus en Paressonodon. Het voorkomen van deze geslachten in het Puercan, het oudste deel van het Paleoceen in Noord-Amerika, geldt als twijfelachtig. Buginbaatar, bekend van fossiel materiaal uit Mongolië, is de enige bekende Aziatische vertegenwoordiger. 
De cimolomyiden waren boombewonende herbivoren. De kleinere soorten hadden het formaat van bruine rat, terwijl de grootste soorten vermoedelijk even zwaar als een agoeti waren.